# サマンタ・ファブリス
サマンタ・ファブリス（Samanta Fabris、女性、1992年2月8日 - ）は、クロアチアのバレーボール選手。ポジションはオポジット。クロアチア代表。

## 来歴
2008年にŽOK Rijekaへ入団し、プロとしてのキャリアをスタートさせる。4年間プレーし、国内リーグではいずれも優勝を果たした。2011年、クロアチア代表に初選出される。2013年の地中海競技大会で銅メダルを獲得し、ヨーロッパ選手権では5位に入った。2014年、イタリアで開催された世界選手権の対日本戦では途中出場ながらも15得点をあげる活躍で勝利に貢献した。2017年からは代表チームの主将を務めている。
2012-13から2017-19シーズンまでイタリアリーグで活躍。2019-20から2021-22シーズンからはロシアリーグのディナモ・カザン。2022年にはトルコのエジザージュバシュへ移籍。

## 球歴
- 世界選手権 - 2014年
- ワールドグランプリ - 2014年、2015年
- 欧州選手権 - 2013年、2015年、2017年

## 所属クラブ
- ŽOK Rijeka（2008-2012年）
- Chieri Volley（2012-2013年）
- LJ Volley（2013-2015年）
- AGIL Volley（2015-2016年）
- カザルマッジョーレ（2016-2017年）
- イモコ・コネリアーノ（2017-2019年）
- ディナモ・カザン（2019-2022年）
- エジザージュバシュ女子バレーボールチーム（2022-2023年）
- Çukurova Belediyesi SK（2023-）